# Хилтруда (Бавария)
Хилтруда (на немски: Hiltrud; * 715; † 754) е херцогиня на Бавария.

## Биография
Тя е дъщеря на Карл Мартел и първатата му съпруга Ротруда.
След смъртта на баща ѝ (741) тя бяга по съвет на мащехата си Сванхилда, дъщеря на херцог Тасило II, в Регенсбург, където същата 741 година или през 742 г. се омъжва за херцог Одило от Бавария от династията Агилолфингер, въпреки несъгласието на братята ѝ Карлман и Пипин Млади.
Хилтруда ражда по-късния херцог Тасило III (* 741; † 796). След смъртта на съпруга ѝ през 748 г. тя става регент за сина си.